# Fotografía de paisaje

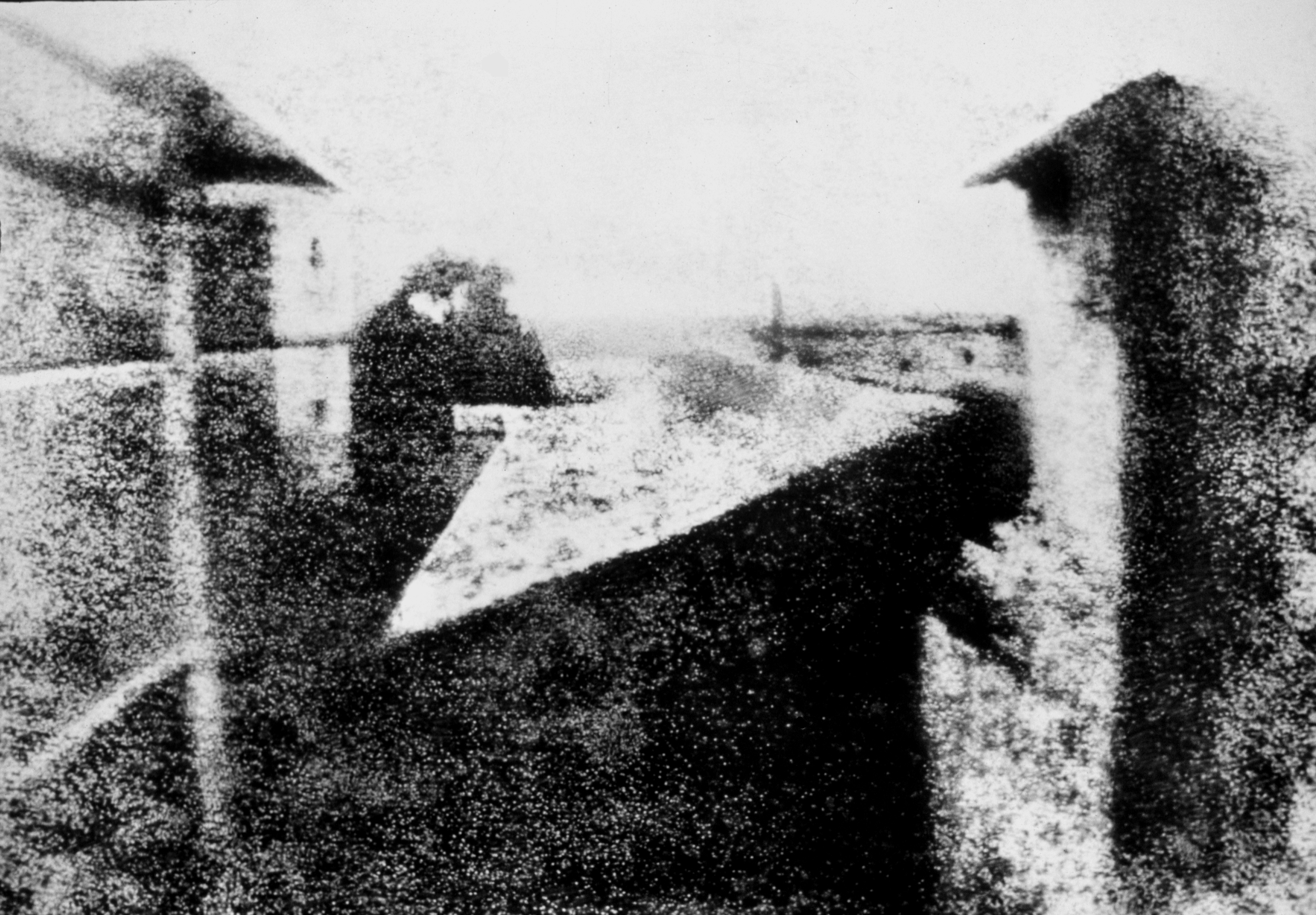
Vista desde la ventana en Gras, 1826/1827, Joseph Nicéphore Niépce.

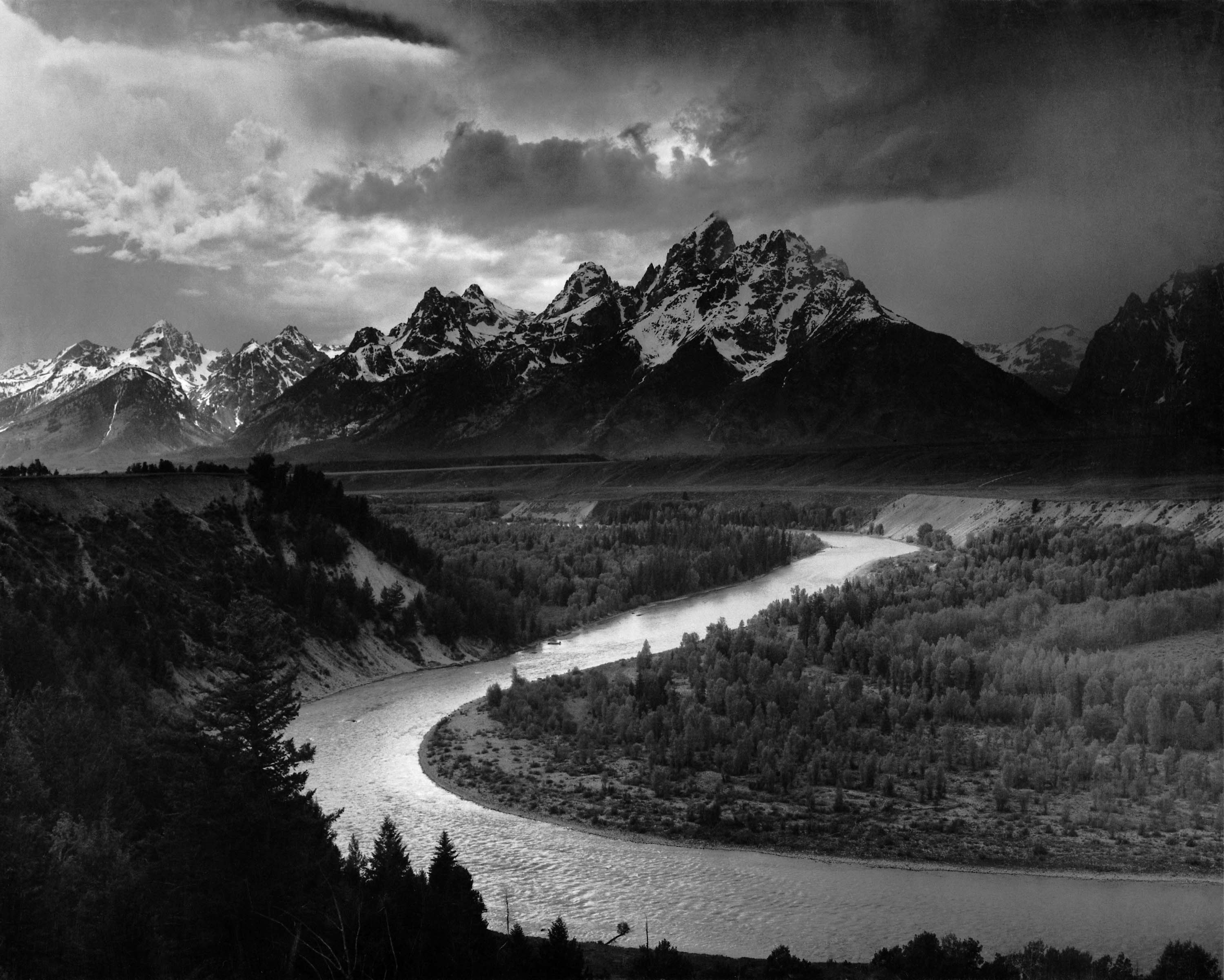
Los Tetons y el río Snake, 1942, Ansel Adams.

El paisaje ha sido uno de los motores de la evolución de la historia de la fotografía. La mirada fotográfica más antigua de la que tenemos conocimiento resulta ser un paisaje rural que Nicéphore Niepce nos legó en su Vista desde la ventana en Gras, 1826. Vista urbana o vista natural los pioneros documentaron el desarrollo social de nuestras comunidades partiendo de aquellos paisajes muertos, donde nadie parecía habitar, dando cuenta de las limitaciones técnicas de la época. 
A estas propuestas fotográficas siguieron otras donde los polos del realismo y del idealismo, una y otra vez alternaron su influencia. Ello condujo hasta un paisaje tamizado a través de las experiencias formales de las vanguardias o de las demostraciones de dominio del medio de Ansel Adams. La visión  moderna del espacio encuentra sus precedentes en la Historia de la fotografía, pero sobre todo en el cambio a la postmodernidad ofrecido por las aportaciones de William Eggleston, especialmente con su uso del color y su preocupación por trasladar la atención fotográfica a ese ningún-lugar-en-particular del que tanto han bebido las diversas hornadas de los artistas europeos de la Nueva Topografía, durante los años 1980 y 1990.

## La fotografía de paisaje en sus inicios
Tras los primeros avances científicos en el campo de la técnica fotográfica se desarrolla ampliamente este género fotográfico motivado por diferentes aspectos como sus valores memorísticos, por la curiosidad científica, por afanes puramente comerciales o por cuestiones relacionadas con la creatividad.
Dada cuenta que los tiempos de exposición necesarios eran muy amplios, los paisajes urbanos o rurales son fotografiados cuando no hay nada en movimiento a fin de evitar que salieran borrosos. A esto se debe esa impresión de espacios muertos que podemos observar en las primeras fotografías de paisaje.
Meses después de que la fotografía se presentase públicamente, un óptico llamado Lerebours envió a un equipo de fotógrafos por todo el mundo a fin de captar imágenes con destino a su comercialización posterior en la colección Excursiones daguerrianas. Otra iniciativa similar pero de carácter más científico fue la del Barón Jean Baptise Louis Gros quien, diplomático de profesión, se dedicó a tomar imágenes de los lugares donde estuvo destinado.
Los fotógrafos aficionados sacan vistas de sus ciudades, jardines, bosques, etc., lo que permite la documentación de los diferentes paisajes del mundo. De esta forma podemos comprobar que la fotografía se convierte en la gran aliada de diversas disciplinas artísticas como la arqueología, al documentar los principales monumentos o entornos, la etnografía, antropología, biología, etc.
Íntimamente ligada a la fotografía de paisaje se desarrolla en esta época la fotografía de viajes.
Junto a las imágenes de paisajes de los pioneros de la fotografía, Niepce, Daguerre, Hippolythe Bayard y William Fox Talbot, en este campo desarrollaron sus trabajos en los inicios de la fotografía, autores como Frederick Catherwood, Désiré Charnay, Théodore Tiffereau, Carl Ferdinand Stelzner, Joseph Philibert Girault de Prangey, los hermanos Langenhein, Friedrich von Martens, Gustave Le Gray, Nadar -con sus fotografías aéreas-, Louis Auguste y Auguste Rosalie Bisson, Adolphe Braun, Francis Frith, Timothy O'Sullivan, Carleton Watkins, William Henry Jackson, Philip Henry Delamotte, John Thomson, Robert Turnbull Macpherson o James Anderson.

## Sujetos de la fotografía de paisaje
La fotografía de paisajes comúnmente involucra la fotografía a la luz del día de características naturales de la tierra, el cielo y las aguas, a distancia - aunque algunos paisajes pueden involucrar sujetos en un escenario escénico cercano, incluso de cerca, y a veces de noche.
La fotografía de paisajes artificiales, como campos de cultivo, huertos, jardines y arquitectura, puede considerarse también fotografía "paisajística". Incluso la presencia de estructuras hechas por el hombre (edificios, carreteras y puentes, etc.) o el arte (como la escultura) puede considerarse "paisaje" si se presenta en entornos artísticos o aparece (o es fotografiada) en estilo artístico.
Además, la fotografía de paisajes es típicamente de sujetos relativamente estacionarios, una forma de "naturaleza muerta". Esto tiende a simplificar la tarea, a diferencia de la fotografía de sujetos cinéticos o vivos. Sin embargo, la fotografía de paisajes a menudo se superpone a la actividad de la fotografía de fauna y flora silvestres y los dos términos se utilizan de manera algo intercambiable; tanto la fauna como los paisajes pueden ser elementos de la misma imagen o cuerpo de trabajo.

## Tipos de fotografía de paisaje
El natural es solamente uno de los tipos de paisajes que se pueden fotografiar. Existe un buen número de tipos de fotografía de paisajes que el fotógrafo puede retratar con su cámara. Aquí algunos ejemplos:
- Paisaje natural
- Paisaje urbano
- Paisaje nocturno
- Paisaje invernal
- Paisaje rural[1]

## Objetivos empleados en la fotografía de paisaje

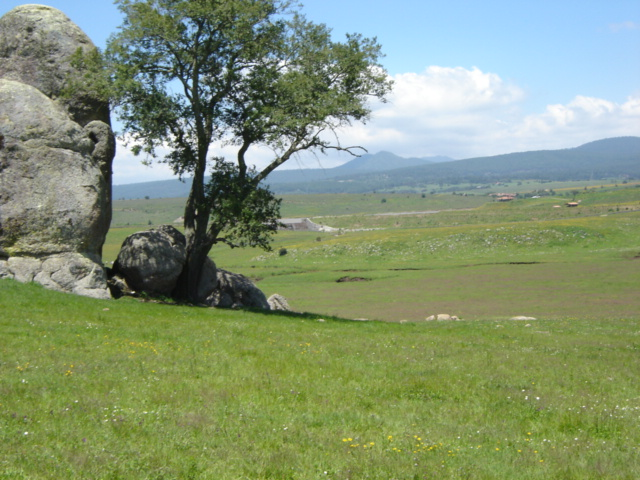

Para realizar fotografía de paisaje, se utiliza un gran abanico de objetivos distintos. 
Para este tipo de fotografía, podemos usar ópticas denominadas "gran angular", ya que permiten visualizar un ángulo de visión mayor, es decir, podremos incluir en la imagen muchos más elementos de los que podemos observar a través de nuestra propia visión como humanos, además son objetivos que obtienen una mayor profundidad de campo (veremos más elementos nítidos aunque se encuentren muy alejados del punto de enfoque), además nos ofrecerá un efecto de profundidad, es decir, sensación de espacio entre los elementos de la imagen captada. 
En esta categoría encontramos objetivos cuya distancia focal oscila, idealmente, entre los 14 y los 28mm.  
De igual modo podemos utilizar teleobjetivos, cubriremos menos ángulo de visión, es decir, veremos menos elementos de la escena que la propia visión humana capta, pero se conseguirá un efecto óptico de acercamiento de los elementos integrantes de la escena, aunque se encuentren muy distantes al fotógrafo.